# Okręg wyborczy nr 97 do Sejmu Polskiej Rzeczypospolitej Ludowej (1989–1991)
Okręg wyborczy nr 97 do Sejmu Polskiej Rzeczypospolitej Ludowej (1989–1991) obejmował Dębicę oraz gminy Bolesław, Brzostek, Czarna, Dąbrowa Tarnowska, Dębica (gmina wiejska), Gręboszów, Jodłowa, Lisia Góra, Mędrzechów, Olesno, Pilzno, Radgoszcz, Radłów, Radomyśl Wielki, Ryglice, Rzepiennik Strzyżewski, Szczucin, Szerzyny, Wadowice Górne, Wietrzychowice, Żabno i Żyraków (województwo tarnowskie). W ówczesnym kształcie został utworzony w 1989. Wybieranych było w nim 3 posłów w systemie większościowym.
Siedzibą okręgowej komisji wyborczej była Dębica.

## Wybory parlamentarne 1989

### Mandat nr 378 –Polska Zjednoczona Partia Robotnicza
| Kandydat                                                          | Głosów | %     |
| ----------------------------------------------------------------- | ------ | ----- |
| Marian Czerwiński                                                 | 78 292 | 70,91 |
| Tadeusz Fornal                                                    | 8353   | 7,57  |
| Waldemar Gabor                                                    | 5838   | 5,29  |
| Jan Łazowski                                                      | 4531   | 4,10  |
| Liczba głosów ważnych: 110 412 Źródło: Państwowa Komisja Wyborcza |        |       |

### Mandat nr 379 –Zjednoczone Stronnictwo Ludowe
| Kandydat                                                          | Głosów | %     |
| ----------------------------------------------------------------- | ------ | ----- |
| Władysław Żabiński                                                | 90 477 | 81,04 |
| Antoni Jankosz                                                    | 5909   | 5,29  |
| Józef Kagan                                                       | 5162   | 4,62  |
| Stanisław Banaś                                                   | 4755   | 4,26  |
| Liczba głosów ważnych: 111 647 Źródło: Państwowa Komisja Wyborcza |        |       |

### Mandat nr 380 – bezpartyjny
| Kandydat                                                          | Głosów | %     |
| ----------------------------------------------------------------- | ------ | ----- |
| Jan Rusznica                                                      | 90 144 | 79,23 |
| Marek Ognisty                                                     | 14 425 | 12,68 |
| Eugenia Sperka-Maciąg                                             | 4861   | 4,27  |
| Liczba głosów ważnych: 113 778 Źródło: Państwowa Komisja Wyborcza |        |       |